# Pasadena Refinery System Inc
Refinaria de Pasadena (Pasadena Refining System Inc. - PRSI) é uma refinaria localizada na cidade de Pasadena, no estado estadunidense do Texas, que pertence à Chevron (adquirido da Petrobras), com capacidade instalada para 106 000 barris/dia. A refinaria de Pasadena foi objeto de investigação na CPMI da Petrobras de 2014, e de investigação pela Operação Lava Jato.
No primeiro semestre de 2014, a refinaria de Pasadena registrou lucro 130 milhões de dólares, foi a única do grupo Petrobras que teve resultado positivo no período, em razão do benefício do uso do petróleo não convencional produzido nos Estados Unidos.

## Aquisições

### Pela Astra Oil
Em 2005, a empresa belga Astra Oil  comprou a refinaria por no mínimo 42 milhões de dólares a cotação da época.

### Pela Petrobras
A compra da refinaria de Pasadena, nos Estados Unidos, saiu mais caro do que se sabia para a Petrobras. O Conselho de Administração da Petrobras aprovou em 2006 a compra de 50 por cento de participação em Pasadena, pelo valor de 359 milhões de dólares, e a análise dos dados na época demonstrava que se tratava de um bom negócio, alinhado ao planejamento estratégico vigente. Em 2009, A Câmara Arbitral dos Estados Unidos definiu que a estatal brasileira tinha a obrigação de comprar a outra metade da sociedade e estabeleceu na ocasião o valor de 466 milhões de dólares.

### Pela Chevron
A Chevron, empresa de petróleo norte-americana, comprou a refinaria em 2019. A negociação da refinaria foi concluída por US$ 467 milhões, sendo 350 milhões de dólares pelo valor das ações e 117 milhões de dólares de capital de giro.

## Operação Lava Jato
A compra de refinaria é investigada pela força tarefa do Ministério Público Federal (MPF) da Operação Lava Jato.
Em outubro 2015, de acordo com o lobista condenado pela justiça na Lava Jato Fernando Soares, conhecido como Fernando Baiano, o senador Delcídio Amaral (PT-MS) teria recebido 1,5 milhão de dólares de propina pela compra da refinaria de Pasadena, nos Estados Unidos. O negócio rendeu um prejuízo de 790 milhões de dólares aos cofres da estatal.
Em 2 de junho de 2016, o Supremo Tribunal Federal (STF) tornou público os depoimentos do ex-diretor da Petrobras Nestor Cerveró à Procuradoria-Geral da República (PGR). Cerveró afirmara, sem apresentar provas, que a então presidente Dilma Rousseff saberia do esquema da compra de Pasadena e das propinas destinada aos políticos do Partido dos Trabalhadores (PT).

## Prejuízo com a compra de Pasadena
Em 17 de dezembro de 2014, uma auditoria apresentada pela Controladoria Geral da União (CGU) constatou que a Petrobras teve um prejuízo de US$ 659,4 milhões (R$ 1,8 bilhão) na compra da refinaria de Pasadena, no Texas. A CGU considerou que a estatal brasileira pagou um montante muito superior ao valor real. O órgão apontou 22 responsáveis pelo negócio, entre eles, José Sérgio Gabrielli e os ex-diretores Nestor Cerveró, Paulo Roberto Costa, Renato Duque e Jorge Zelada, mas isentou a presidente Dilma Rousseff, que presidiu o conselho de administração da Petrobras, e Graça Foster, de qualquer responsabilidade.

## Polêmicas cláusulas contratuais

### Cláusula Put Option
A cláusula determinava que em caso de desacordo entre os sócios, a outra parte seria obrigada a adquirir o restante das ações.

### Cláusula Marlim
A "cláusula Marlim", que gerou um pagamento de 85,14 milhões de dólares à Astra, estava entre as condições que tinham como objetivo favorecer a empresa belga e protegê-la de riscos associados à operação. A cláusula ainda assegurava à Astra Oil, que era sócia da Petrobras no negócio, uma rentabilidade mínima de 6,9% ao ano.

## Posicionamento da Petrobras
Em 2014, segundo Maria das Graças Foster, a Petrobras manterá a refinaria de Pasadena apesar dos prejuízos ocasionados e espera, com o tempo, revertê-los. Além disso, a Petrobras não tem disposição em fazer novos investimentos na refinaria de Pasadena ou vendê-la. Com a mudança de presidente, em maio de 2019, o governo brasileiro concluiu a venda da refinaria para Chevron por 467 milhões de dólares (cerca de R$ 1,830 bilhão), sendo 350 milhões de dólares pelo valor das ações e 117 milhões de dólares de capital de giro.

## Decisões do Tribunal de Contas da União
Em 2014, o Tribunal de Contas da União (TCU), inocentou Dilma pelo prejuízo na Petrobras, quando da compra da refinaria de Pasadena, em 2006, quando ela era ministra chefe da Casa Civil.
Em outubro de 2017, em outro processo, TCU bloqueou os bens de Dilma Rousseff em razão da compra de Pasadena pela Petrobras. A época Dilma fazia parte do conselho da Petrobras. O bloqueio do TCU também atingiu José Sérgio Gabrielli presidente a época da estatal, e Antonio Palocci. Em outubro do ano seguinte, o Tribunal decidiu não prorrogar o bloqueio de bens da ex-presidente. Esse processo foi concluído em 2021, representada pelo advogado Walfrido Warde, a ex-presidente Dilma foi inocentada das irregularidades pelo TCU e  pela Comissão de Valores Mobiliários (CVM) Nessa decisão, o Tribunal de Contas responsabilizou a empresa Astra Oil, José Sérgio Gabrielli, Nestor Cerveró e Paulo Roberto Costa a pagar 453 milhões de dólares à Petrobras.